# I Am the Blues
I Am the Blues — студійний альбом американського блюзового музиканта Віллі Діксона, випущений лейблом Columbia Records в 1970 році.
У записі взяли участь Джонні Шайнс (гітара), Волтер Гортон (губна гармоніка), Санніленд Слім і Лафаєтт Лік (обидва — фортепіано) та інші. Матеріал платівки склали найкращі і найвідоміші пісні Діксона, написані в 1960-х роках.
1986 року альбом був включений до Зали слави блюзу у категорії «класичний блюзовий запис (альбом)».

## Список композицій
1. «Back Door Man» (Віллі Діксон) — 6:12
2. «I Can't Quit You, Baby» (Віллі Діксон) — 6:44
3. «The Seventh Son» (Віллі Діксон) — 4:18
4. «Spoonful» (Віллі Діксон) — 4:58
5. «I Ain't Superstitious» (Віллі Діксон) — 4:07
6. «You Shook Me» (Віллі Діксон) — 4:18
7. «(I'm Your) Hoochie Coochie Man» (Віллі Діксон) — 4:52
8. «The Little Red Rooster» (Честер Бернетт, Віллі Діксон) — 3:40
9. «The Same Thing» (Віллі Діксон) — 4:40

## Учасники запису
- Віллі Діксон — бас, вокал
- Джонні Шайнс — гітара
- Волтер Гортон — губна гармоніка
- Санніленд Слім, Лафаєтт Лік — фортепіано
- Кліфтон Джеймс — ударні

Технічний персонал
- Абнер Спектор — продюсер
- Лоуренс Кон — продюсер перевидання
- Вірджинія Тім — дизайн обкладинки